# Paseo de Aguas
El Paseo de Aguas es un paseo ubicado en el jirón Madera, en el distrito del Rímac, ciudad de Lima, capital del Perú. Fue construido entre 1770 y 1776 por el virrey Manuel Amat y Juniet. En sus inmediaciones están la Alameda de los Descalzos y la plaza de toros de Acho. Cuenta con la parte colonial del arco principal y restos de la pared lateral que data del siglo XVIII, así como jardines, surtidores, juegos y caídas de agua. Fue remodelado en 2014.

## Historia
Inicialmente se llamó Paseo de la Carbona por el virrey Manuel de Amat y Junyent, su principal promotor. El proyecto incluía una cascada, que tomaba como modelo un juego de aguas existente en Narbona.
Sin embargo los vecinos se opusieron al gran proyecto ante la posibilidad de quedarse ellos sin agua para sus cultivos y sus necesidades personales. Así, aunque la obra quedó inconclusa, se inauguró en 1772. Desde el principio, hubo problemas con el abastecimiento del agua, que llegaba mediante una acequia.
Desde mediados del siglo XIX y durante varias décadas, en el Paseo de Aguas solía operar una estación de tranvías y sus oficinas.

### SiglosXXyXXI
En 1938 se repuso la arquería. En los años 1950 el sitio era un jardìn municipal venido a menos que se caracterizaba por ser el escenario de la verbena de San Juan.
En 2014, la Municipalidad de Lima inició las obras de remodelación. En julio de 2015, el alcalde de Lima, Luis Castañeda Lossio, anunció que las obras culminaran en octubre del 2015.

## Sitio y arquitectura
El Paseo de Aguas constituye una alameda del jirón Madera. Está conectada mediante el jirón Hulgayoc con la Alameda de los Descalzos y por la Alameda de Bobos con la plaza de toros de Acho, que también son obras virreinales construidas en el siglo XVIII.
El paseo presenta un arco central de mayor tamaño y una secuencia de arcos más bajos a ambos lados coronados por una sucesión de óculos y pináculos.

## En la cultura
En sus Tradiciones peruanas, Ricardo Palma registra que sus contemporáneos inventaron el mito de que Amat construyó el Paseo de Aguas "sólo por halagar a su dama", la cantante y actriz Micaela Villegas. En 1781 esta adquirió una casa-molino ubicada entre el Paseo y la Alameda de los Descalzos.

## Galería

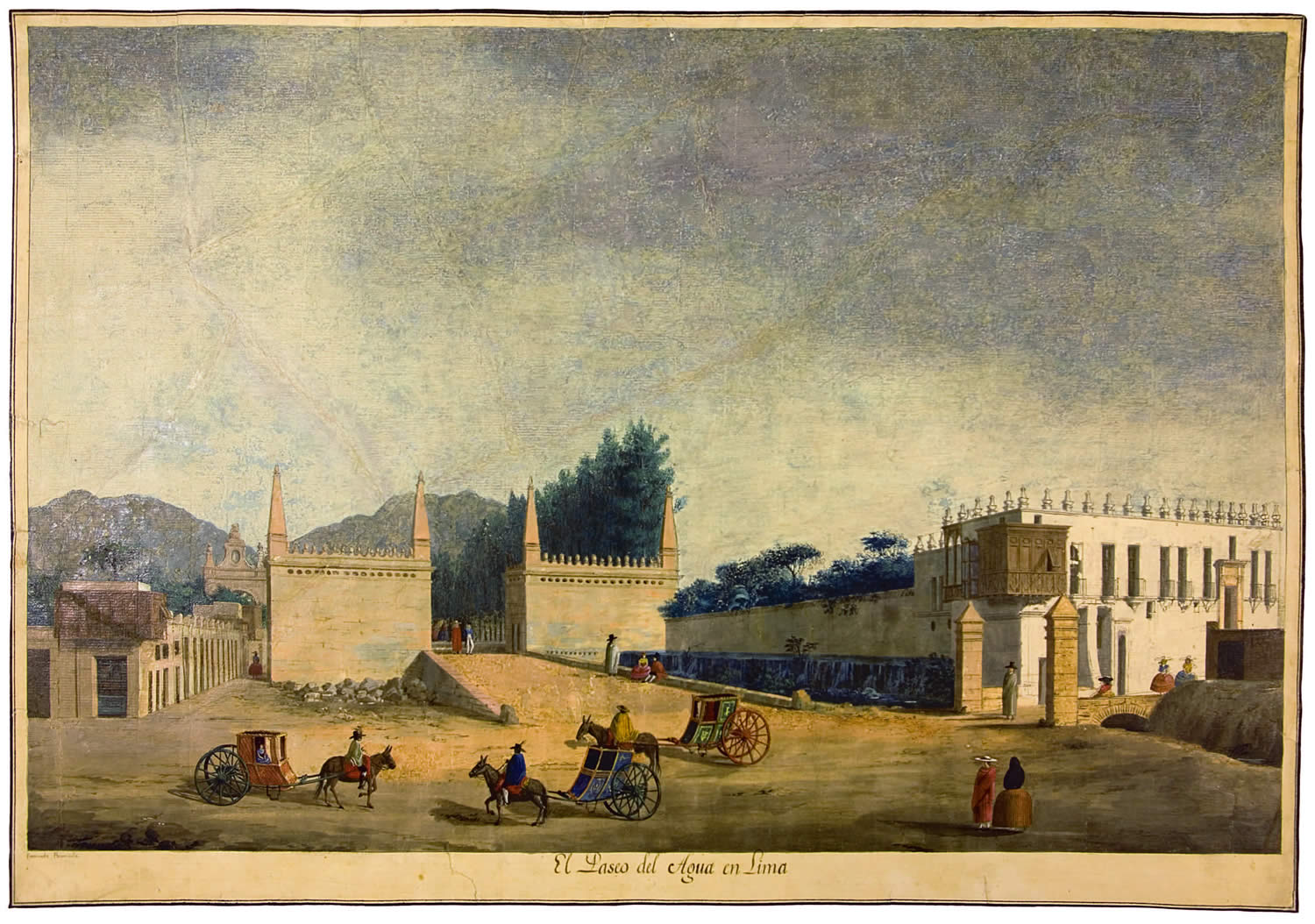
El Paseo del Agua en Lima, 1790
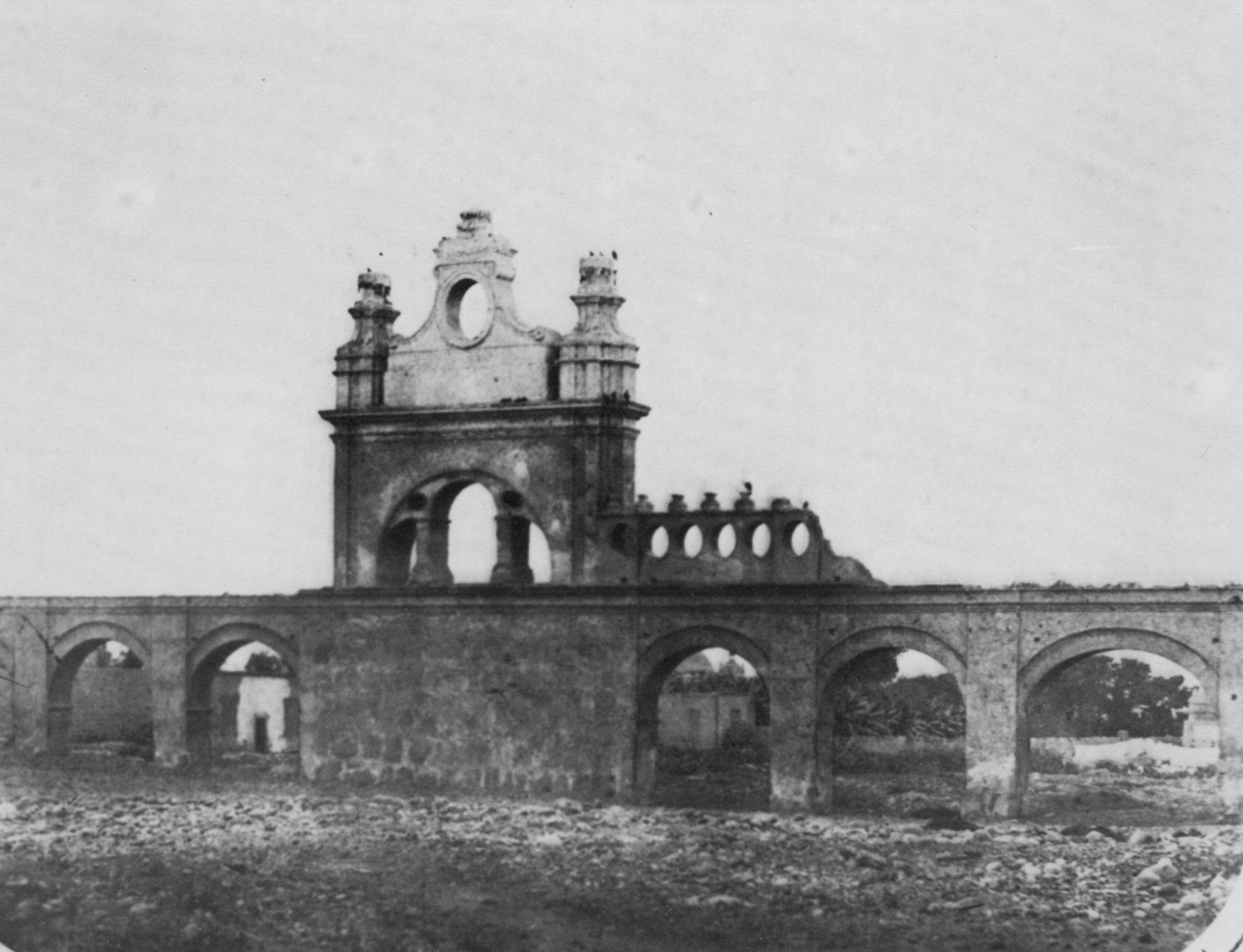
El paseo en 1860 por Eugenio Courret
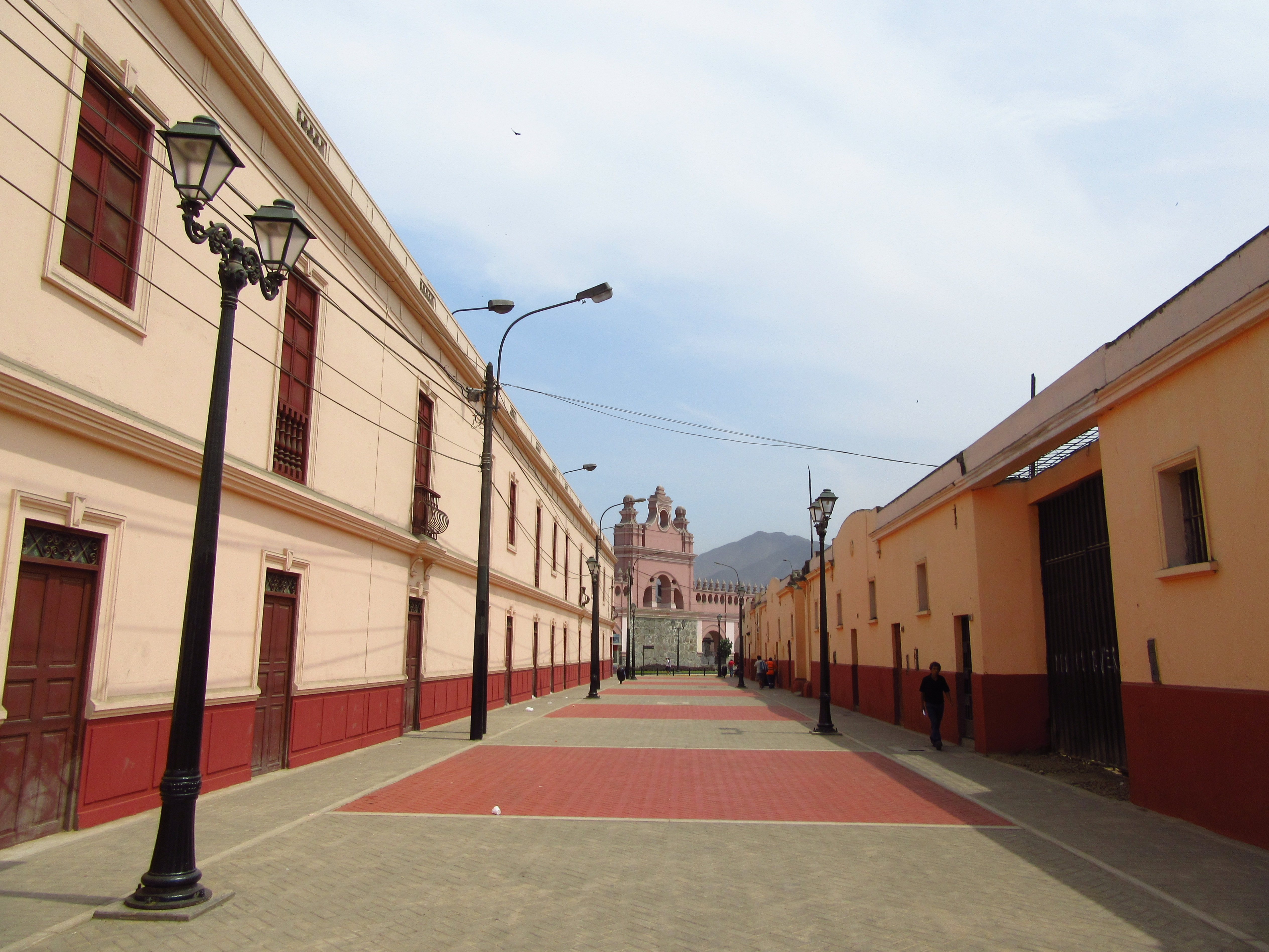
Desde el jirón Hualgayoc
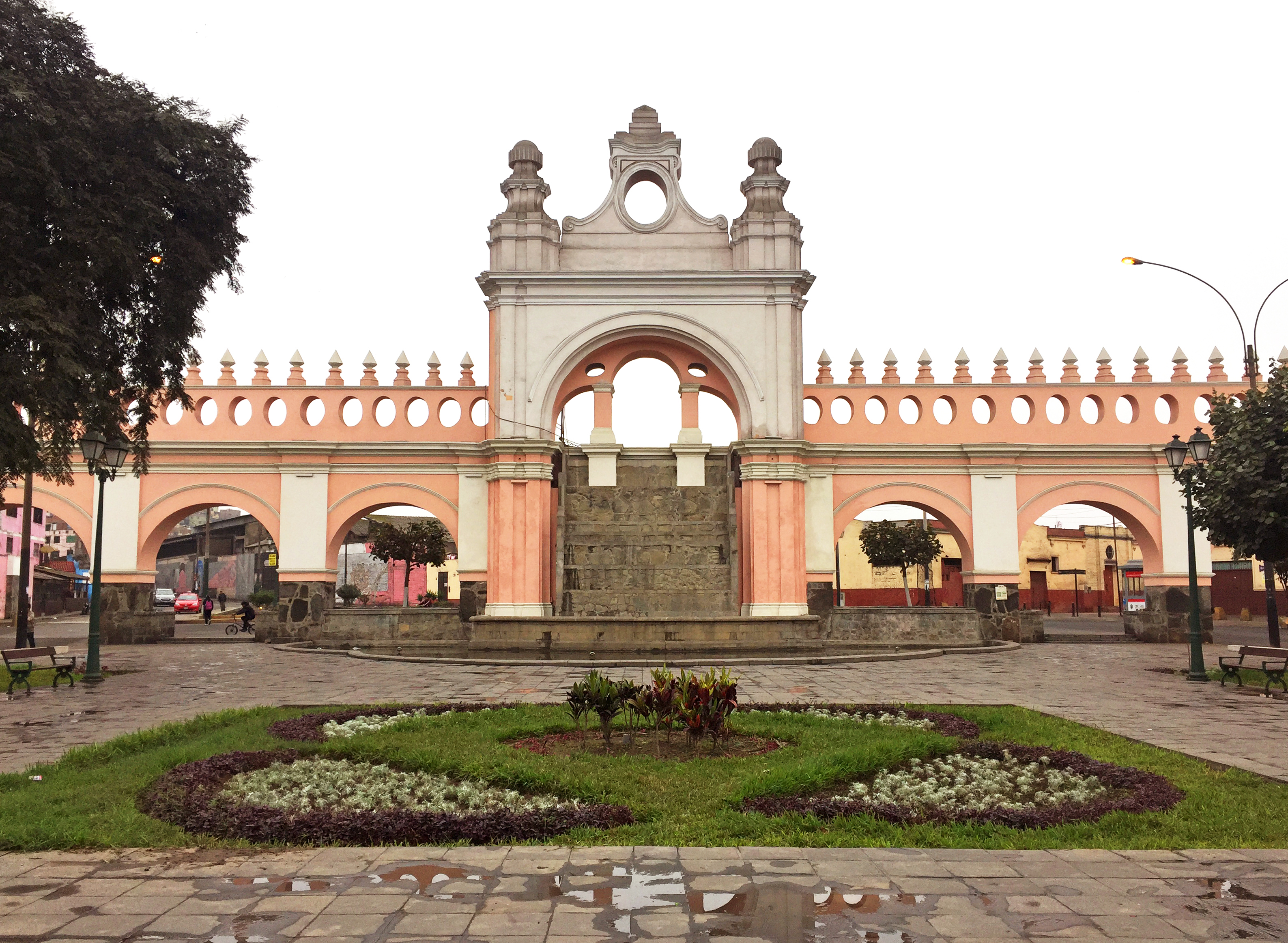
El arco principal en 2019
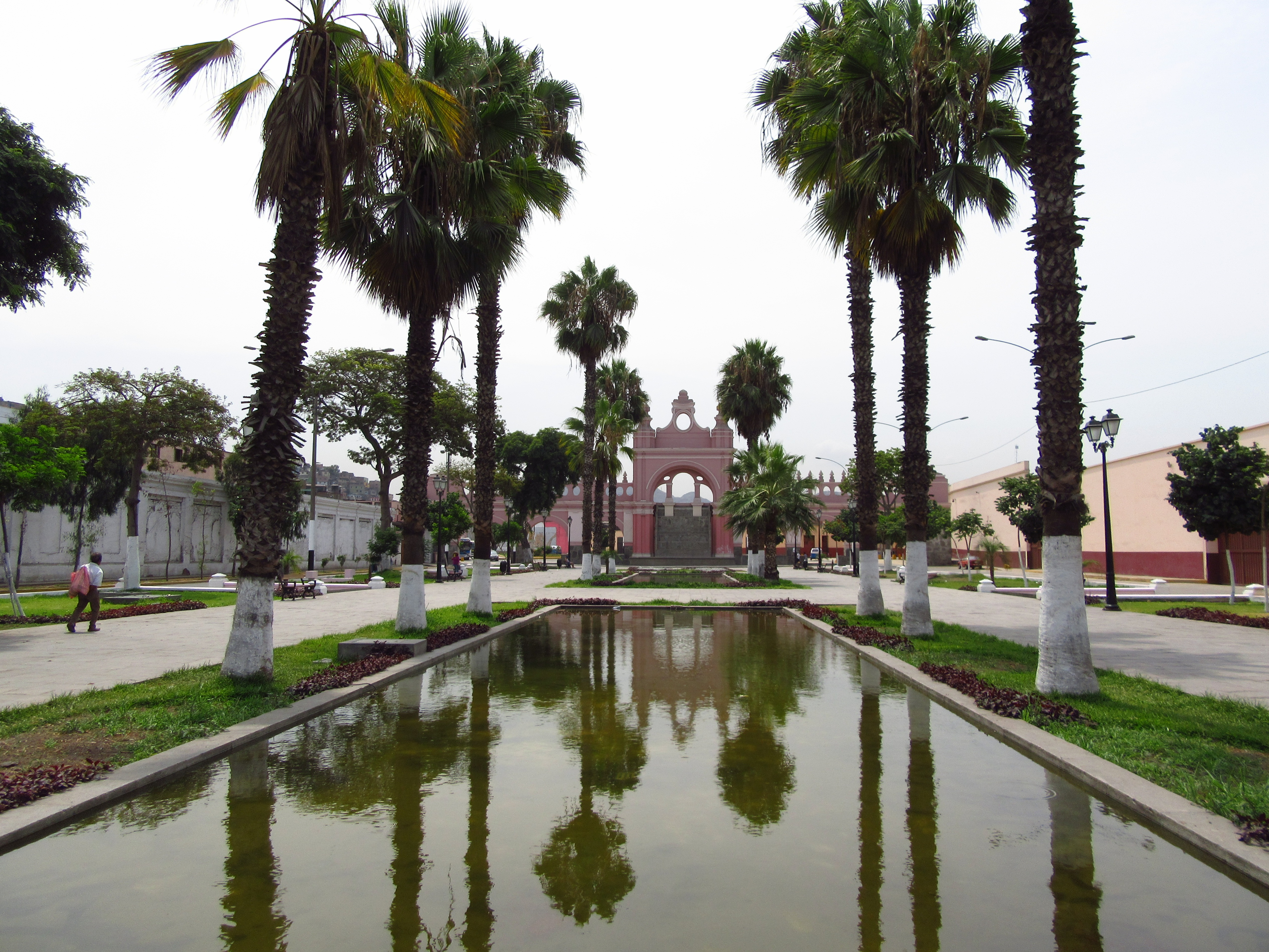
Piscina reflectante
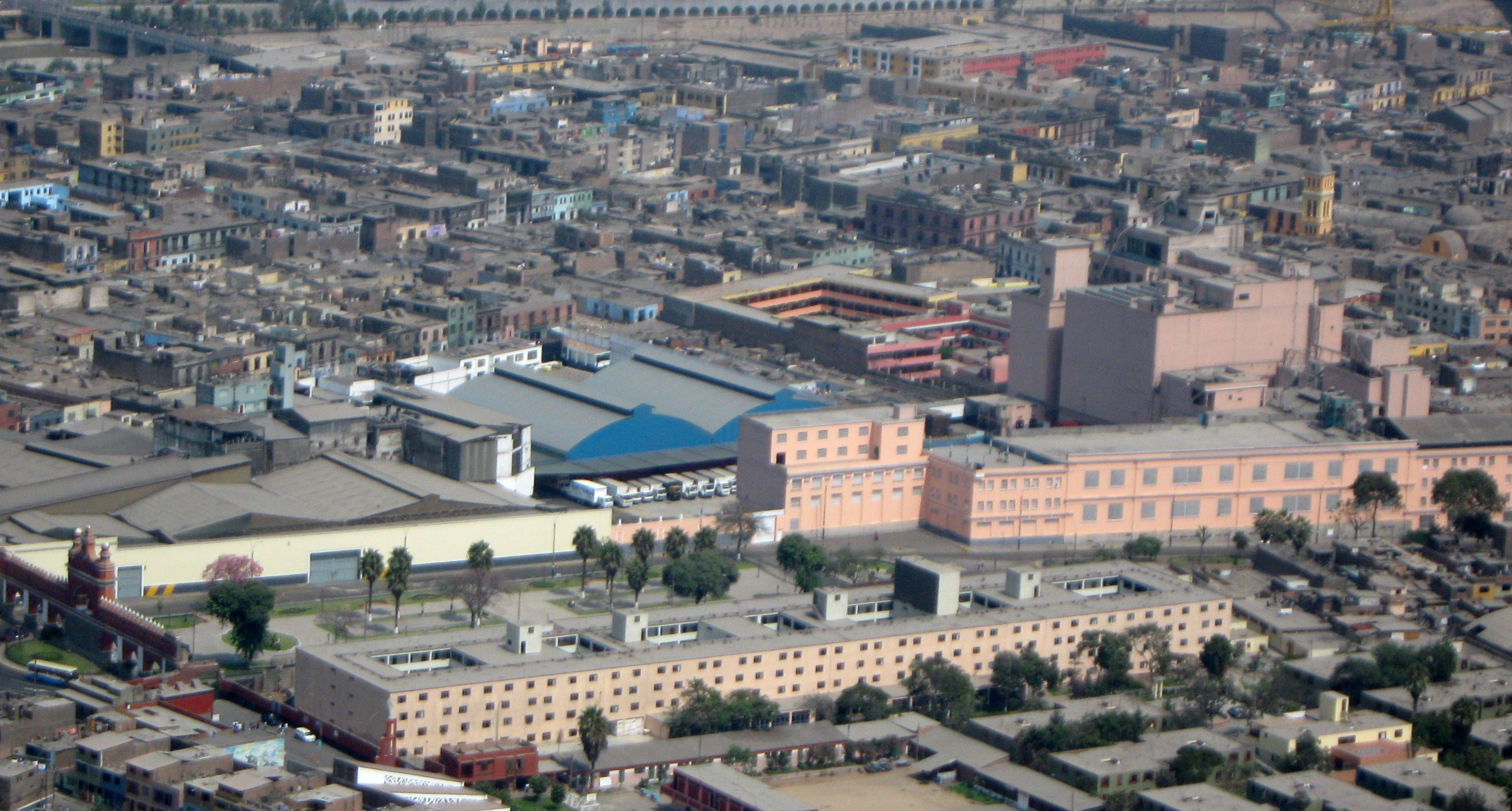
Vista aérea